# Heismantrofee

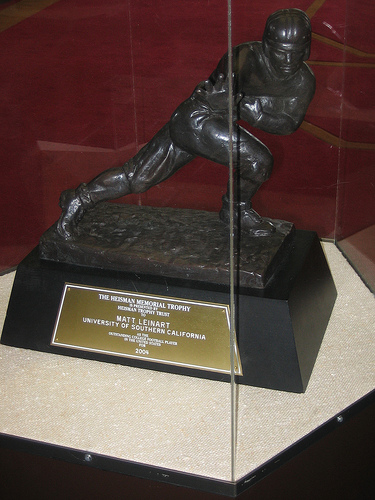
de Heismantrofee van Matt Leinart

De Heismantrofee (Engels: Heisman Trophy) is een jaarlijkse American football-prijs die wordt uitgereikt door de NCAA aan de beste college football-speler in de Verenigde Staten. De prijs wordt sinds 1935 jaarlijks uitgereikt.

## Geschiedenis
De prijs werd opgericht door de Downtown Athletic Club in 1935 om de meest opvallende speler van college football erkenning te geven voor zijn prestaties. De Heismantrofee is de langst bestaande trofee in het college football. De Heisman en de AP Player of the Year erkennen de meest opvallende speler in het college football, terwijl de Maxwell en de Walter Camp Award de beste speler erkennen, en de Archie Griffin Award erkent de meest waardevolle speler.

## Stemgerechtigden
Drie groepen mogen jaarlijks stemmen om te bepalen wie de meest opvallende speler van het college football-seizoen was, de personen die dit mogen zijn:
- Sportjournalisten: Volgens Heisman.com mogen sportjournalisten stemmen omdat zij het meest geïnformeerd en onpartijdig zijn. Er zijn in totaal 870 journalisten die mogen stemmen en 145 stemmers uit elk van de zes regio's.
- Voormalige Heismanwinnaars: Volgens Heisman.com zijn er (anno 2017) 57 voormalige winnaars die mogen stemmen.
- Fans: Fans kunnen online stemmen.

## Opvallende prestaties
- Larry Kelley en Clint Frank van Yale waren de eerste teamgenoten die de Heisman Trophy wisten te winnen, in 1936 en 1937.
- Nile Kinnick van Iowa is de enige Heisman Trophy-winnaar (1939) naar wie een stadion is vernoemd. In 1972, noemde de Universiteit van Iowa zijn stadion het Kinnick Stadium. Kinnick is ook de enige winnaar die stierf in militaire dienst.
- Doc Blanchard was de eerste junior die de Heisman Trophy won toen hij zijn universiteitsteam, de Army Black Knights, naar een nationaal kampioenschap leidde.
- Paul Hornung was de enige speler die de Heisman Trophy won terwijl hij speelde voor een team met een negatief record, zijn team had een 2-8 seizoen.
- Ernie Davis was de eerste Afro-Amerikaan die de Heisman Trophy won. Hij studeerde aan de Syracuse Universiteit. Hij werd als eerste gekozen in de 1962 draft maar speelde nooit in de NFL omdat hij leukemie kreeg, hij stierf een jaar later.
- Terry Baker was de enige speler ooit die de Heisman Trophy won en in het Final Four-basketbaltoernooi speelde (1962/63).
- Archie Griffin van de Ohio State University is de enige speler die de prijs 2 keer heeft gewonnen, hij deed dit als junior in 1974 en als senior in 1975.
- Steve Spurrier, die de prijs in 1966 ontving, is de enige speler die een latere winnaar van de Heisman Trophy zou coachen (Danny Wuerffel won de prijs in 1996).
- Charles Woodson van de Universiteit van Michigan is de enige defensieve speler ooit die de prijs in ontvangst mocht nemen, hij versloeg de grote favoriet, quarterback Peyton Manning van de Universiteit van Tennessee, Woodson speelde eigenlijk cornerback maar werd af en toe ook als offensieve speler gebruikt.
- In 2007 werd Tim Tebow de eerste sophomore die de prijs in ontvangst mocht nemen.
- In 2012 werd Johnny Manziel de eerste Red Shirt Freshman die de prijs in ontvangst mocht nemen.
- In 2016 werd Lamar Jackson de jongste winnaar ooit met een leeftijd van 19 jaar en 338 dagen.
- Ohio State, Notre Dame en Oklahoma hebben de meeste winnaars, namelijk 7.

## Winnaars
| Jaar | Winnaar                      | Universiteit   | Positie                  |
| ---- | ---------------------------- | -------------- | ------------------------ |
| 1935 | Jay Berwanger                | Chicago        | Running back             |
| 1936 | Larry Kelley                 | Yale           | End                      |
| 1937 | Clint Frank                  | Yale           | Running back             |
| 1938 | Davey O’Brien                | TCU            | Quarterback              |
| 1939 | Nile Kinnick                 | Iowa           | Running back             |
| 1940 | Tom Harmon                   | Michigan       | Running back             |
| 1941 | Bruce Smith                  | Minnesota      | Running back             |
| 1942 | Frank Sinkwich               | Georgia        | Running back             |
| 1943 | Angelo Bertelli              | Notre Dame     | Quarterback              |
| 1944 | Les Horvath                  | Ohio State     | Quarterback/Running back |
| 1945 | Doc Blanchard                | Army           | Running back             |
| 1946 | Glenn Davis                  | Army           | Running back             |
| 1947 | Johnny Lujack                | Notre Dame     | Quarterback              |
| 1948 | Doak Walker                  | SMU            | Running back             |
| 1949 | Leon Hart                    | Notre Dame     | End                      |
| 1950 | Vic Janowicz                 | Ohio State     | Running back             |
| 1951 | Dick Kazmaier                | Princeton      | Running back             |
| 1952 | Billy Vessels                | Oklahoma       | Running back             |
| 1953 | Johnny Lattner               | Notre Dame     | Running back             |
| 1954 | Alan Ameche                  | Wisconsin      | Running back             |
| 1955 | Howard Cassady               | Ohio State     | Running back             |
| 1956 | Paul Hornung                 | Notre Dame     | Quarterback              |
| 1957 | John David Crow              | Texas A&M      | Running back             |
| 1958 | Pete Dawkins                 | Army           | Running back             |
| 1959 | Billy Cannon                 | LSU            | Running back             |
| 1960 | Joe Bellino                  | Navy           | Running back             |
| 1961 | Ernie Davis                  | Syracuse       | Running back             |
| 1962 | Terry Baker                  | Oregon State   | Quarterback              |
| 1963 | Roger Staubach               | Navy           | Quarterback              |
| 1964 | John Huarte                  | Notre Dame     | Quarterback              |
| 1965 | Mike Garrett                 | USC            | Running back             |
| 1966 | Steve Spurrier               | Florida        | Quarterback              |
| 1967 | Gary Beban                   | UCLA           | Quarterback              |
| 1968 | O. J. Simpson                | USC            | Running back             |
| 1969 | Steve Owens                  | Oklahoma       | Running back             |
| 1970 | Jim Plunkett                 | Stanford       | Quarterback              |
| 1971 | Pat Sullivan                 | Auburn         | Quarterback              |
| 1972 | Johnny Rodgers               | Nebraska       | Wide receiver            |
| 1973 | John Cappelletti             | Penn State     | Running back             |
| 1974 | Archie Griffin               | Ohio State     | Running back             |
| 1975 | Archie Griffin               | Ohio State     | Running back             |
| 1976 | Tony Dorsett                 | Pittsburgh     | Running back             |
| 1977 | Earl Campbell                | Texas          | Running back             |
| 1978 | Billy Sims                   | Oklahoma       | Running back             |
| 1979 | Charles White                | USC            | Running back             |
| 1980 | George Rogers                | South Carolina | Running back             |
| 1981 | Marcus Allen                 | USC            | Running back             |
| 1982 | Herschel Walker              | Georgia        | Running back             |
| 1983 | Mike Rozier                  | Nebraska       | Running back             |
| 1984 | Doug Flutie                  | Boston College | Quarterback              |
| 1985 | Bo Jackson                   | Auburn         | Running back             |
| 1986 | Vinny Testaverde             | Miami          | Quarterback              |
| 1987 | Tim Brown                    | Notre Dame     | Wide receiver            |
| 1988 | Barry Sanders                | Oklahoma State | Running back             |
| 1989 | Andre Ware                   | Houston        | Quarterback              |
| 1990 | Ty Detmer                    | BYU            | Quarterback              |
| 1991 | Desmond Howard               | Michigan       | Wide receiver            |
| 1992 | Gino Torretta                | Miami          | Quarterback              |
| 1993 | Charlie Ward                 | Florida State  | Quarterback              |
| 1994 | Rashaan Salaam               | Colorado       | Running back             |
| 1995 | Eddie George                 | Ohio State     | Running back             |
| 1996 | Danny Wuerffel               | Florida        | Quarterback              |
| 1997 | Charles Woodson              | Michigan       | Defensive back           |
| 1998 | Ricky Williams               | Texas          | Running back             |
| 1999 | Ron Dayne                    | Wisconsin      | Running back             |
| 2000 | Chris Weinke                 | Florida State  | Quarterback              |
| 2001 | Eric Crouch                  | Nebraska       | Quarterback              |
| 2002 | Carson Palmer                | USC            | Quarterback              |
| 2003 | Jason White (footballspeler) | Oklahoma       | Quarterback              |
| 2004 | Matt Leinart                 | USC            | Quarterback              |
| 2005 | Reggie Bush                  | USC            | Running back             |
| 2006 | Troy Smith                   | Ohio State     | Quarterback              |
| 2007 | Tim Tebow                    | Florida        | Quarterback              |
| 2008 | Sam Bradford                 | Oklahoma       | Quarterback              |
| 2009 | Mark Ingram                  | Alabama        | Running back             |
| 2010 | Cam Newton                   | Auburn         | Quarterback              |
| 2011 | Robert Griffin III           | Baylor         | Quarterback              |
| 2012 | Johnny Manziel               | Texas A&M      | Quarterback              |
| 2013 | Jameis Winston               | Florida State  | Quarterback              |
| 2014 | Marcus Mariota               | Oregon         | Quarterback              |
| 2015 | Derrick Henry                | Alabama        | Running back             |
| 2016 | Lamar Jackson                | Louisville     | Quarterback              |
| 2017 | Baker Mayfield               | Oklahoma       | Quarterback              |
| 2018 | Kyler Murray                 | Oklahoma       | Quarterback              |
| 2019 | Joe Burrow                   | LSU            | Quarterback              |
| 2020 | DeVonta Smith                | Alabama        | Wide receiver            |
| 2021 | Bryce Young                  | Alabama        | Quarterback              |
| 2022 | Caleb Williams               | USC            | Quarterback              |
| 2023 | Jayden Daniels               | LSU            | Quarterback              |
| 2024 | Travis Hunter                | Colorado       | Cornerback/Wide receiver |